# BBC Servofeldregelung
Die BBC Servofeldregelung ist eine elektromechanische Schaltung zur Regelung der Geschwindigkeit bei dieselelektrisch angetriebenen Fahrzeugen, vor allem Diesellokomotiven. Entwickelt wurde sie vom Schweizer Unternehmen Brown, Boveri & Cie. (heute ABB).

## Aufbau und Funktion
Die Servofeldregelung steuert die Drehzahl des Dieselmotors und regelt zugleich die Feldschwächung (Erregung) des elektrischen Generators. Dies geschieht servomotorisch in mehreren Drehzahlstufen und in Abhängigkeit zueinander. Die Leistung des Dieselmotors wird vom Servofeldregler an die abgegebene Leistung des Hauptgenerators und somit wird die Geschwindigkeit automatisch an die erforderliche Zugkraft angepasst. Der Lokomotivführer ändert dabei lediglich die Drehzahl des Dieselmotors, was durch Drehzahlverstellung bei konstanter Füllung oder Füllungsverstellung bei konstanter Drehzahl erfolgen kann. Dadurch wird eine Überlastung des Dieselmotors unter allen Umständen vermieden. Zusätzlich kann über Shuntstufen die Feldschwächung der Fahrmotore beeinflusst werden, wenn die maximale Generatorspannung für eine höhere Fahrgeschwindigkeit überschritten werden soll. Damit kann die Motorleistung voll ausgenützt und die Dieselmotordrehzahl auf eine vernünftige Anzahl von Drehzahlstufen beschränkt werden. Ebenso wird der Dieselmotor gleichmäßig belastet und kann unabhängig von äußeren Einflüssen in jeder Betriebsstufe mit einer unveränderlichen Drehzahl arbeiten. Zumeist sind doppelt so viele Fahrstufen wie Drehzahlstufen vorhanden, z. B. bei der rumänischen DE 241 acht Fahrstufen bei lediglich vier Drehzahlstufen des Dieselmotors.
Von einem Fahrschalter oder Steuergerät aus wird elektrisch oder hydraulisch die Drehzahlregelung des Dieselmotors stufenweise verändert, zugleich wird über einen elektrischen Stellmotor (Servomotor) die Feldschwächung des Generators durch den Feldregler (Magnetverstärker bzw. heute Stromrichter) betätigt. Proportional zur Dieselleistung wird damit die Generatorleistung eingestellt. So wird beispielsweise auf ebener Strecke hohe Spannung (= hohe Geschwindigkeit) und niedriger Strom (= geringe Zugkraft) abgegeben, für schwere Arbeit auf Steigungsstrecken hingen niedrige Spannung (= langsame Geschwindigkeit) und hoher Strom (= hohe Zugkraft).

## Geschichte
Die Steuerung wurde erstmals 1924 bei der von BBC elektrisch ausgerüsteten ersten streckentauglichen Diesellokomotive, der sowjetischen Ээл2 von Juri Wladimirowitsch Lomonossow angewendet. Nach anderen Quellen soll sie jedoch erst im Jahre 1935 entwickelt worden sein. Ab der Mitte der 1930er Jahre kam diese Art der Steuerung bei einer Vielzahl von dieselelektrisch angetriebenen Fahrzeugen, vor allem Diesellokomotiven und Dieseltriebwagen, zum Einsatz und erlaubte eine wartungsarme und effektive Art der Geschwindkeitsregulierung. Die Servofeldregelung wurde später durch elektronische Komponenten erweitert bzw. ersetzt und kam so z. B. noch in den 1980er Jahren bei den Dieseltriebwagen ÖBB 5090 zum Einsatz.
Beispiele für Schienenfahrzeuge mit BBC Servofeldregelung sind die CFR-Baureihe DE 241 (1937), die SVT Bauart Berlin (1938), SBB Am 4/4 1001–1002 (1939), die ÖBB 2045 (1952/55), SNCF CC 65500 (1955/59) oder die StLB VL 11-16 (1965/67).